# آدم توماس (لاعب اتحاد الرغبي)
آدم توماس (بالإنجليزية: Adam Thomas)‏ هو لاعب اتحاد الرغبي بريطاني، ولد في 22 أغسطس 1986 في Ynysybwl ‏ في المملكة المتحدة.